# سیارک ۸۵۸۲
سیارک ۸۵۸۲ (به انگلیسی: 8582 Kazuhisa، نامگذاری:1997AY) هشت هزار و پانصد و هشتاد و دومین سیارک کشف شده‌است که در ۲ ژانویه ۱۹۹۷ کشف شد.